# Esther Gerritsen

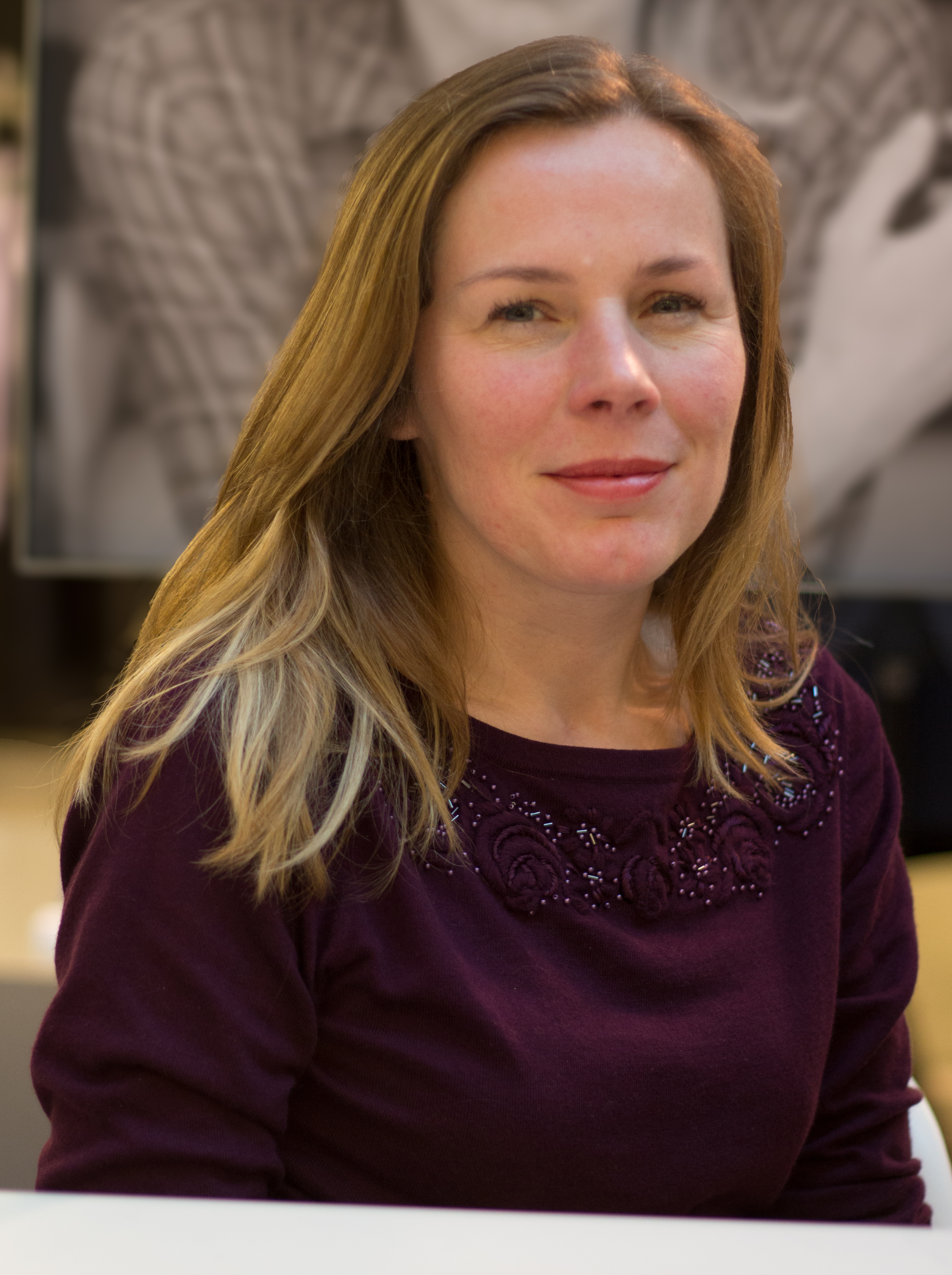
Esther Gerritsen, 2015

Esther Gerritsen (* 2. Februar 1972 in Gendt) ist eine niederländische Theater- und Romanschriftstellerin.
Gerritsen wuchs in der Nähe von Nijmegen (Provinz Gelderland) auf. Sie studierte Literatur und Theaterwissenschaft an der Kunsthochschule in Utrecht. Sie ist Kolumnistin für VPRO Gids, Opzij und de Volkskrant. 
1997 debütierte sie als Schriftstellerin mit dem Theaterstück Is dit een kapstok?. Ihren ersten Roman Tussen Een Persoon veröffentlichte sie 2002. 
Esther Gerritsen erhielt mehrere Auszeichnungen, u. a. den Halewijnpreis der Stadt Roermond, den BNG Nieuwe Literatuurprijs und den Frans-Kellendonk-Preis.
2016 schrieb sie für die niederländisch-flämische Bücherwoche das Boekenweekgeschenk (Bücherwochegeschenk). Die Novelle Broer wurde mit einer Auflage von 650.000 Stück in den Niederlanden und in Flandern verteilt.

## Werke

### Theater
- 1997: Is dit een kapstok?, Theaterszenen, Stiftung Buitenkunst (Stichting Buitenkunst).
- 2002: Drie theaterteksten (Drei Theatertexte), IT&FB .is.m. Het Syndicaat.
- 2003: Toneel. Verzameld toneel 1999-2003, Verlag De Geus.

### Romane
- 2002: Tussen Een Persoon, Verlag De Geus, ISBN 978-90-445-0157-5.
- 2005: Normale dagen, Verlag De Geus, ISBN 978-90-445-0987-8.
- 2008: De kleine miezerige god, Verlag De Geus, ISBN 978-90-445-3353-8.
- 2010: Superduif, Verlag Colibri-Bibliotheek, ISBN 978-94-623-7041-8.
- 2012: Dorst, Verlag De Geus, ISBN 978-90-445-3253-1.[3]
- 2014: Roxy, Verlag De Geus, ISBN 978-90-445-3254-8.
- 2018: De trooster, Verlag De Geus, ISBN 978-90-445-4014-7.
- 2020: De terugkeer, Verlag De Geus, ISBN 978-90-445-4252-3.
- 2023: Gebied 19, Verlag De Geus, ISBN 978-90-445-4790-0.

### Erzählungen  und Novellen
- 2000: Bevoorrecht bewustzijn. Erzählungen, Verlag De Geus, ISBN 978-90-445-0287-9.
- 2016: Broer. Novelle, Boekenweekgeschenk, Verlag Stichting Collectieve Propaganda van het Nederlandse Boek, ISBN 978-90-596-5360-3.
  - dt. Der große Bruder. Übers. von Gregor Hens, Aufbau Verlag, Berlin 2018, ISBN 978-3-351-03702-4.

### Kolumnen
- 2011: Jij hebt iets leuks over je. Sammlung von Kolumnen aus u. a. de Volkskrant und Opzij 2001–2011, De Geus.
- 2013: Ik ben vaak heel kort dom. Sammlung von Kolumnen aus VPRO gids, Verlag De Geus, ISBN 978-90-445-2638-7.

### Drehbücher
- 2014: Nena. Ein Film von Saskia Diesing, Gerritsen Co-Autorin
- 2019: Instinct

### Hörspiele
- 2015: Verhaal voor het slapen gaan

## Auszeichnungen
- 1999: Niederländisch-Deutscher Jugendtheaterpreis für Gras
- 2001: Charlotte Köhler Stipendium für Theater
- 2002: Wim Bary-Perspektiefprijs für Theater
- 2004: Halewijnpreis der Stadt Roermond für Prosa
- 2005: BNG Nieuwe Literatuurprijs für ihr Œuvre
- 2008: Niederländisch-Deutscher Kaas & Kappes Theaterpreis für De Kopvoeter
- 2014: Frans-Kellendonk-Preis
- 2016: Boekenweekgeschenk Novelle Broer[4]

### Nominierungen
- 2015: Libris-Literaturpreis für Roxy (Shortlist)
- 2012: Dioraphte Jongeren Literatuurprijs für Dorst
- 2012: Opzij Literatuurprijs für Dorst
- 2012: AKO Literatuurprijs für Dorst (Shortlist)
- 2011: Libris-Literaturpreis für Superduif (Shortlist)
- 2009: Gerard-Walschap-Preis für De kleine miezerige god
- 2008: Gouden Uil für De kleine miezerige god  (Longlist)
- 2006: Libris-Literaturpreis für Normale dagen (Longlist)